# نيزه (سفينة حربية)
السفينة الحربية نيزه: (بالإنجليزية: Neyzeh)‏ هي سفينة هجومية سريعة من طراز كامان قاذفة للصواريخ برقم هيكل (P231). تعمل في الأسطول الجنوبي لبحرية جمهورية إيران. إنضمت سفينة أو فرقاطة نيزه وتبرزين إلى القوة البحرية الإيرانية في العام 1981م. وتم إعادة إصلاحها وتطويرها الشامل من عام 2011م إلى عام 2013م، لتنظم بعد ذلك إلى أسطول القوات البحرية الإيرانية. وهي مجهزة بمجموعة متنوعة من الصواريخ والمدافع إيرانية الصنع. شاركت السفينة الحربية القاذفة للصواريخ نيزه في العديد من العمليات العسكرية خلال فترة حرب الخليج الأولى. وهذه السفينة العسكرية تم بناؤها بواسطة شركة الإنشاءات الفرنسية (Mécaniques de Normandie) في شيربورغ، كواحدة من ستة سفن تم التعاقد عليها في 14 أكتوبر عام 1974م. تبلغ الحمولة الكاملة لهذه القطعة البحرية 275 طناً. اما طولها فيبلغ 47 متراً (154 قدماً و2 بوصة)، وسرعتها هي 36 عقدة (67 كيلومتر/ ساعة). كما وتعمل بمحركات ديزل بقوة 14400 حصان.

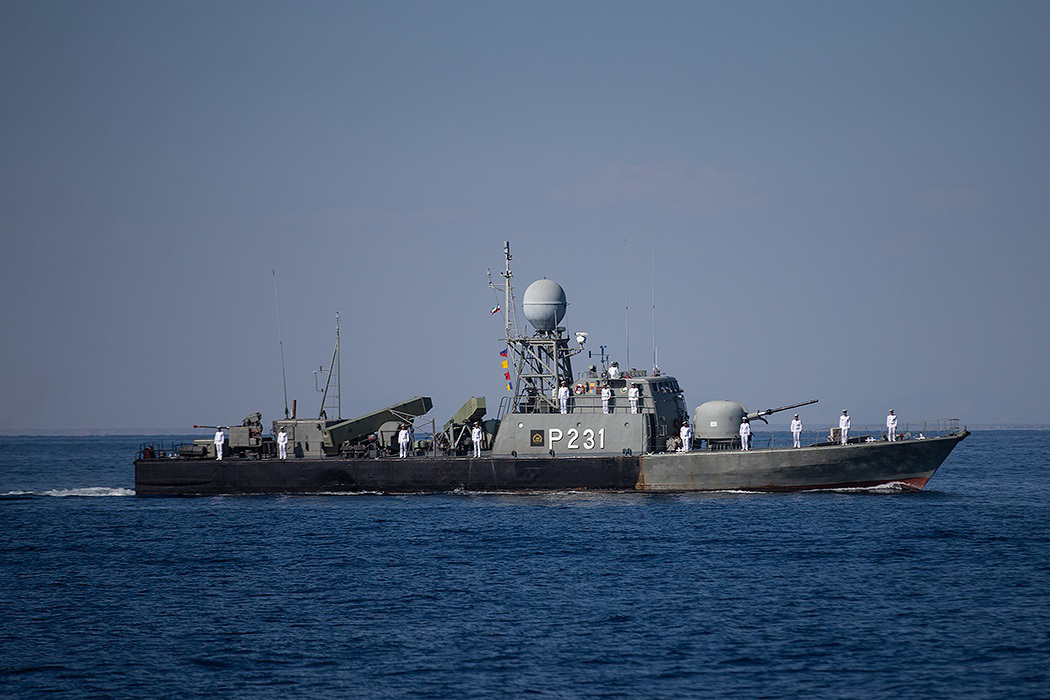
السفينة العسكرية الإيرانية نيزه القاذفة للصواريخ

## تأريخ بناء السفينة
كانت الفرقاطتان نيزه وتبرزين قد إنضمتا إلى القوة البحرية الإيرانية في العام 1981م. وشاركتا في العديد من العمليات خلال فترة الحرب العراقية الإيرانية عام (1980م-1988م)، ومنها عمليتا (اشكان) و(مرواريد)، وكذلك التصدي للقطع البحرية والطائرات الحربية العراقية. ويبلغ طول كل من الفرقاطتين 47 متراً بزنة 275 طناً لكل منهما وسرعة قصوى قدرها 33 عقدة بحرية أو أكثر. ومن أهم الإجراءات التي أُنجِزَت لتعزيز القدرات الدفاعية لهاتين الفرقاطتين، نصب وتدشين منظومات إطلاق صواريخ نور، ومنظومة إطلاق الصاروخ قادر ومدفع فجر 27.

## المواصفات
إن المشغل الأساسي لسفينة نيزه العسكرية هي بحرية جمهورية إيران. وتبلغ إزاحة هذه السفينة 249 طناً، وبحمولة كاملة تبلغ 275 طن. اما طولها فيبلغ 47 متراً (154 قدماً و2 بوصة)، وحزم السفينة يبلغ 7.1 متر (23 قدماً و4 بوصات)، وسرعتها هي 36 عقدة (67 كيلومتر/ ساعة). تعمل هذه السفينة بأربع محركات ديزل نوع (MTU 16V538 TB91)، بقوة 14400 حصان (10.7 ميجاوات).

## الخصائص
تُعتبَر سفينة نيزه القاذفة للصواريخ، مركبة هجومية سريعة من طراز كامان. وقد أدت هذه الفرقاطة أو السفينة العسكرية بمشاركتها في مختلف العمليات، دوراً مهماً في حراسة المياه الإقليمية والمصادر الإقتصادية وخطوط المواصلات البحرية لجمهورية إيران. حيث تم تجهيزها بمجموعة مختلفة من المعدات والإمكانات اللازمة لتنفيذ مهام بالمحيطات بهدف إيجاد الأمن المستدام للخطوط البحرية وحفظ وصيانة مصالح وموارد جمهورية إيران وعمليات دعم السفن التجارية والصيد التابعة للجمهورية الإسلامية الإيرانية ودول المنطقة، والحضور في المياه البعيدة.

## التسليح
تتسلح سفينة أو فرقاطة نيزه الصاروخية بمجموعة متنوعة من الصواريخ والمدافع التي جعلت منها سفينة حربية ضاربة بيد القوات البحرية الإيرانية، وهذه أبرز الصواريخ والمدافع التي تم تزويد سفينة نيزه بها:
- منظومة إطلاق الصاروخ نور بمدى نحو 120 كيلومتر. وصاروخ نور هو، صاروخ كروز إيراني الصنع يعمل بالوقود الصلب وهو من الصواريخ الإيرانية المعروفة والتي قامت البحرية الإيرانية بصناعته عام 2005م.[7] ويصل مدى النسخة الإيرانية إلى 120 كيلومتر، وفي نماذج أخرى أكثر من 220 كيلومتر.[8] يُطلَق هذا الصاروخ من المنصات الأرضية والبارجات والمقاتلات كما واستطاع الإيرانيون تزويد الهيليكوبترات بهذا الصاروخ المتطور والتي تكون نسبة إصابة الصاروخ للهدف 98 بالمائة.[9]

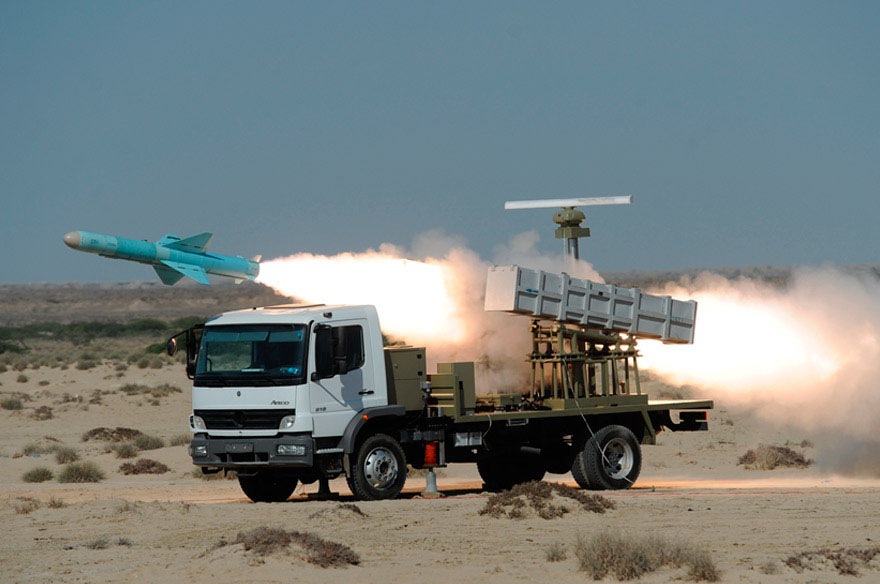
صاروخ كروز نور البحري إيراني الصنع العامل بالوقود الصلب، والذي تم تنصيبه على السفينة الحربية نيزه

- منظومة إطلاق الصاروخ قادر بمدى نحو 200 كيلومتر. ويُعرَف بأنه صاروخ إيراني الصنع، مضاد للسفن والأهداف البحرية، أُعلِنَ عنه في 2011/8/23.[10]

- نصب و تدشين رادار الملاحة البحرية.

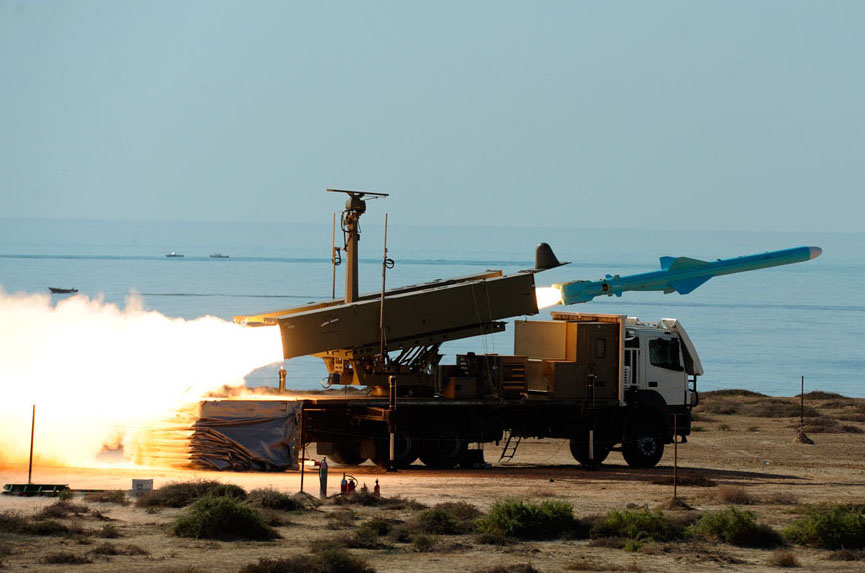
إطلاق الصاروخ البحري قادر في مناورات الولاية-90 البحرية

- مدفع فجر 27 عيار 76 مليمتر. وهو أحد أكثر المدافع البحرية تطوراً في العالم، فهو من الأسلحة الأوتوماتيكية الذكية ذات الإستخدامين إيراني الصنع.[11][12] والقادر على ضرب أهداف جوية وبحرية في الوقت نفسه، حيث يتميز بكثافة النيران بمعدل إطلاق النار 120 أطلاقة في الدقيقة الواحدة.[13] وتُعتبَر جمهورية إيران ثالث دولة في العالم تصنع هذا المدفع المتطور بعد كلٌ من الولايات المتحدة الأمريكية وإيطاليا اللتان تمتلكان تكنولوجيا صنع مثل هذه المدافع. وقد استغرق العمل عليه من قِبَل المهندسين والخبراء الإيرانيون مدة 6 سنوات. وتم تدشين الخط الإنتاجي لمدفع فجر - 27 سنة 2006م بوزارة الدفاع الإيرانية.[14] ويبلغ مدى المدفع 17 كيلومتر.[5] وهو قادر على إستهداف وتدمير البوارج والزوارق السريعة وقطع البحرية التابعة للعدو إضافةً إلى الأهداف الجوية والصواريخ التي تُطلَق صوب الأهداف البحرية على إرتفاع (23 ألف قدم) فوق سطح البحر.[15]

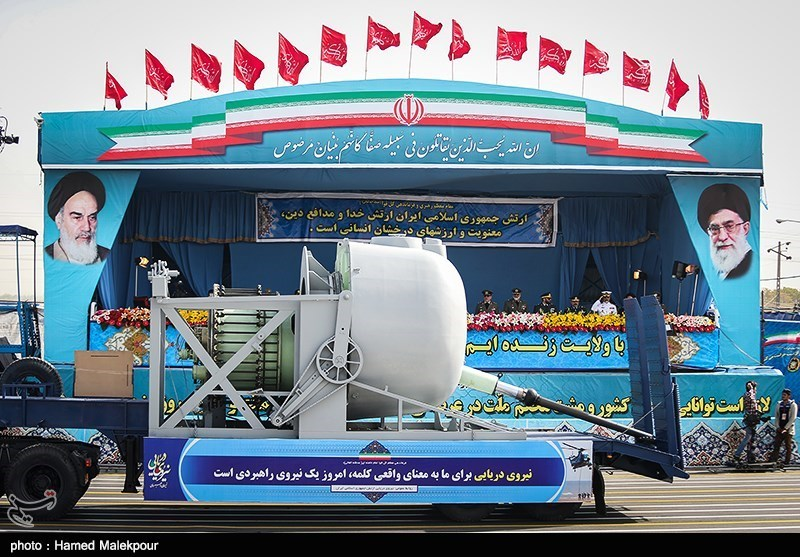
مدفع فجر 27 الإيراني

## عملية تطوير السفينة
في 1 ديسمبر 2013م، تم إدخال سفينة نيزه القاذفة للصواريخ إلى الخدمة مرة أخرى بعد عملية إصلاح شاملة استغرقت 30 شهراً. وقالت وكالة الأنباء الإيرانية الرسمية إن جمهورية إيران أعادت نشر سفينتين حربيتين بعد تجهيزهما بصواريخ جديدة مضادة للسفن. وجاء في تقرير وكالة أنباء الجمهورية الإسلامية أن السفن الصاروخية نيزه وتبرزين كانتا مجهزتين بأنظمة صواريخ غدير ونور المضادة للسفن، بمدى 200 كيلومتر (120 ميلاً)، و120 كيلومتراً (70 ميلاً) على التوالي. وقالت إن الإصلاح استغرق 30 شهراً. واستغرقت عمليات الصيانة الأساسية للفرقاطتين نيزه وكذلك سفينة تبرزين 30 شهراً من العمل المفيد، أي ما يعادل مليون و 963 ألف شخص/ ساعة، ومليونين و 672 ألف شخص/ ساعة على التوالي . وذكر التقرير أنه تم أيضاً نشر سفينة حربية أخرى، هي السفينة اللوجستية سيرجان. وتسعى جمهورية إيران إلى تحقيق برنامج للإكتفاء الذاتي العسكري. تحتفظ قواتها البحرية بوجود في الخليج العربي والمحيط الهندي وبحر قزوين ومسطحات مائية أخرى وربطها بمنظومة التحكم الشامل بالنيران. ومن الإجراءات الأخرى التي أُنجِزَت لهاتين الفرقاطتين خلال عمليات إعادة تطويرهما عام 2013م، نصب وتدشين رادار الملاحة البحرية، وتعمير وتحديث نظام القيادة وتنفيذ عمليات التعمير الأساسية، بالإضافة إلى نصب وتدشين 3 محركات أساسية ومولدين أساسيين. وكذلك تجهيزهما بصواريخ قادر ونور إيرانية الصنع.

## إنضمام السفينة لأسطول القوات البحرية الإيرانية
برعاية القائد العام لقوات جيش الجمهورية الإيرانية اللواء عطاء الله صالحي، وقائد سلاح البحر الأميرال حبيب الله سياري، إنضمت الفرقاطتان الراجمتان للصواريخ (نيزه وتبرزين) والفرقاطة اللوجستية (سيرجان)، عام 2013م إلى أسطول القوة البحرية الإيرانية. ويأتي إنضمام الفرقاطات (نيزه وتبرزين وسيرجان) للقوة البحرية التابعة لجيش الجمهورية الإسلامية الإيرانية بعد إخضاعها لمختلف مراحل الصيانة الأساسية والتطوير والرقي بقدراتها الدفاعية. وحضر المراسم أيضاً حشد من قادة ومسؤولي وكوادر القوة البحرية الإيرانية، في المنطقة البحرية الثانية في بوشهر جنوب جمهورية إيران.

## مشاركة السفينة بالمناورات العسكرية
أشركت القوات البحرية الإيرانية في مناوراتها البحرية سفينة نيزه العسكرية إلى جانب مجموعة مختلفة من قطعها البحرية كالزوارق السريعة الهجومية، وفرقاطاتها ومدمراتها لتختبر جاهزية قطعها البحرية، وكانت هذه السفينة الحربية حاضراة وخاضعة للاختبارات بعدد من هذه المناورات العسكرية وهذه أهمها:
2016م
أطلقت القوة البحرية للجيش الإيراني يوم الخميس 28 يناير/ كانون الثاني عام 2016م. خلال المناورات البحرية (الولاية 94)، 3 صواريخ كروز نور من البر والبحر. حيث تم إطلاق إثنين من صواريخ نور الإيرانية من الفرقاطة ألبرز والسفينة نيزه على هدف واحد في البحر ودمرتاه، فيما أُطلِقَ الصاروخ الثالث من منظومة إطلاق ثلاثية ساحلية نحو هدف آخر. ويُعتبُر صاروخ كروز نور من الصواريخ الإيرانية المعروفة ويمكن إطلاقه من الساحل والقطع البحرية والطائرات والمروحيات، ويبلغ مدى كل من هذه الصواريخ 150 كيلومتر. وأفادت وكالة أنباء فارس بأن هذه الصواريخ أُطلِقَت خلال اليوم الثاني من المرحلة الرئيسية لمناورات "الولاية 94" للقوة البحرية التابعة لجيش الجمهورية الإسلامية الإيرانية. وتجري مناورات الولاية 94 في المنطقة الواقعة بين مضيق هرمز وبحر عمان إلى المحيط الهندي، وتبلغ مساحة منطقة المناورات 3 ملايين كيلومتر مربع.
2019م
بدأت مناورات بحرية مشتركة في ميناء تشابهار جنوب شرقي جمهورية إيران باتجاه المناطق الشمالية للمحيط الهندي بمشاركة جمهوريتي روسيا والصين. وتم إطلاق إسم (الحزام الأمني البحري) على هذه المناورات البحرية التي استمرت أربعة أيام. وتتكون من تدريبات تكتيكية مختلفة مثل التدريب على الأهداف وإنقاذ السفن من الإعتداءات وحوادث الحرائق. ونقلت وكالة أنباء الجمهورية الإسلامية الإيرانية عن الأميرال غلام رضا طحاني، نائب العمليات في البحرية الإيرانية، قوله إن التدريبات تهدف إلى تعزيز الأمن الإقليمي. وأضاف أن "من بين أهداف المناورات تحسين أمن التجارة البحرية الدولية ومكافحة القرصنة والإرهاب البحري وتبادل المعلومات حول جهود الإنقاذ البحري وتبادل الخبرات العملياتية والتكتيكية". وشاركت جمهورية إيران في المناورات بمدمراتها سهند وألبرز، والسفينتين الحربيتين اللوجستيتين كينارك وطنب، والسفينة الصاروخية نيزه، وسفينة المستشفى الناصري الملقبة بقاتلة حاملات الطائرات إلى التدريبات.

## ردود أفعال
الولايات المتحدة
وزارة الدفاع الأمريكية:
قال المتحدث بإسم وزارة الدفاع الأمريكية شون روبرتسون قبل التدريبات العسكرية الثلاثية بين جمهورية إيران وروسيا والصين عام 2019م. إن الولايات المتحدة تراقب التدريبات البحرية وستتعاون مع الحلفاء لضمان حرية الملاحة. وأضاف: "نحن على علم بالتدريبات المتعددة الأطراف التي تجري بين إيران وروسيا والصين في بحر العرب. ونحن نراقبها وسنواصل العمل مع شركائنا وحلفائنا لضمان حرية الملاحة والتدفق الحر للتجارة في الممرات المائية الدولية".
 الصين
وزارة الدفاع الصينية:
قال المتحدث بإسم وزارة الدفاع الصينية وو تشيان، إن المناورات العسكرية تهدف إلى "تعميق التبادل والتعاون بين القوات البحرية للدول الثلاث"، حسبما ذكرت وكالة فرانس برس. جاء هذا التصريح على خلفية التدريبات العسكرية الثلاثية بين جمهورية إيران وروسيا والصين عام 2019م.
 روسيا
وزارة الدفاع الروسية:
قالت وزارة الدفاع الروسية، إنها أرسلت ثلاث سفن من أسطولها في منطقة البلطيق، بما في ذلك الفرقاطة ياروسلاف مودري والناقلة يلنيا وزورق قطر الإنقاذ يفغيني خوروف للمشاركة في التدريبات العسكرية الثلاثية بين جمهورية إيران وروسيا والصين عام 2019م. حسبما ذكرت رويترز نقلاً عن صحيفة ريد ستار الرسمية للقوات المسلحة الروسية.
 إيران
نائب العمليات في البحرية الإيرانية:
قال نائب العمليات في البحرية الإيرانية الأميرال غلام رضا طحاني، على خلفية التدريبات العسكرية الثلاثية بين جمهورية إيران وروسيا والصين عام 2019م. قوله إن التدريبات تهدف إلى تعزيز الأمن الإقليمي. وتُعتبَر هذه المناورات المشتركة، بحسب نائب العمليات في البحرية الإيرانية، بمثابة رسالة مفادها أنه "لا يمكن عزل إيران" وأن علاقاتها مع حلفائها مستقرة وتتحسن. وأضاف أن "هذه التدريبات العسكرية تعني أن العلاقات بين إيران وروسيا والصين وصلت إلى مستوى ملموس وسيستمر هذا الإتجاه في السنوات المقبلة".

## معرض الصور

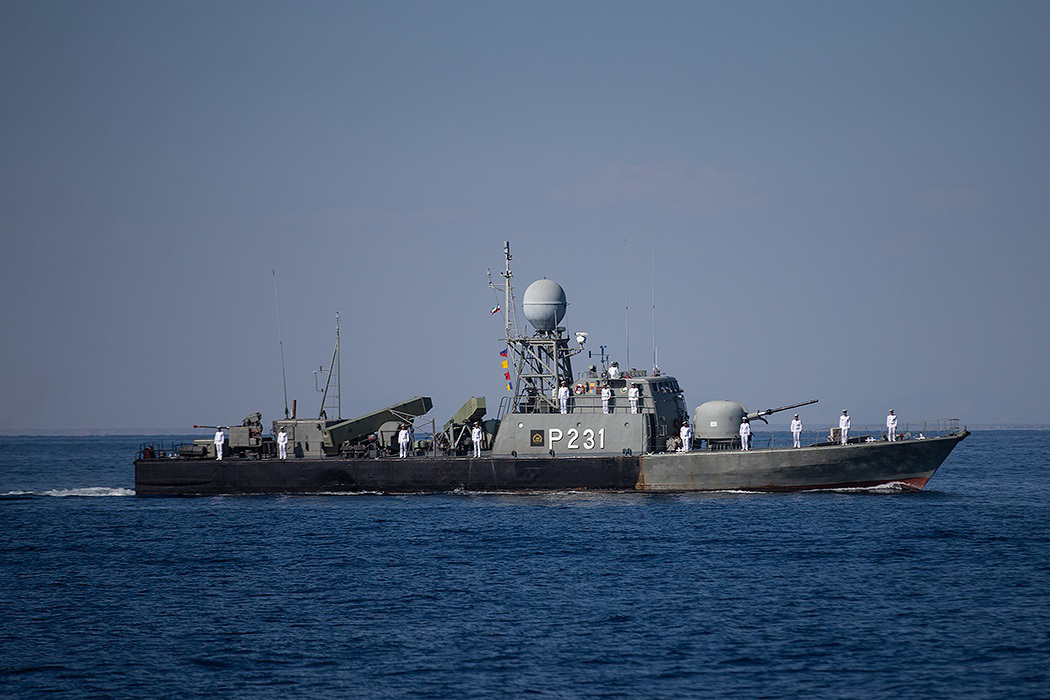
السفينة العسكرية الإيرانية نيزه القاذفة للصواريخ

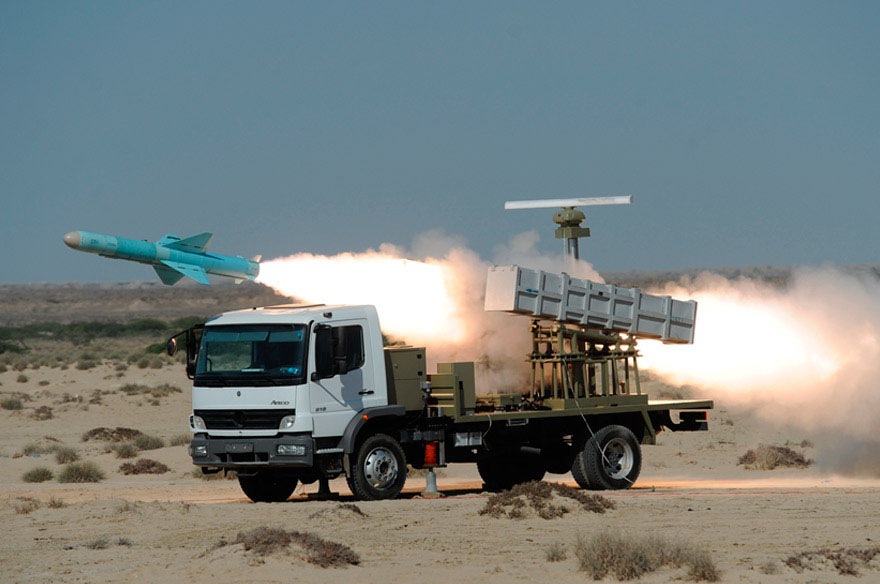
صاروخ كروز نور البحري إيراني الصنع العامل بالوقود الصلب، والذي تم تنصيبه على السفينة الحربية نيزه

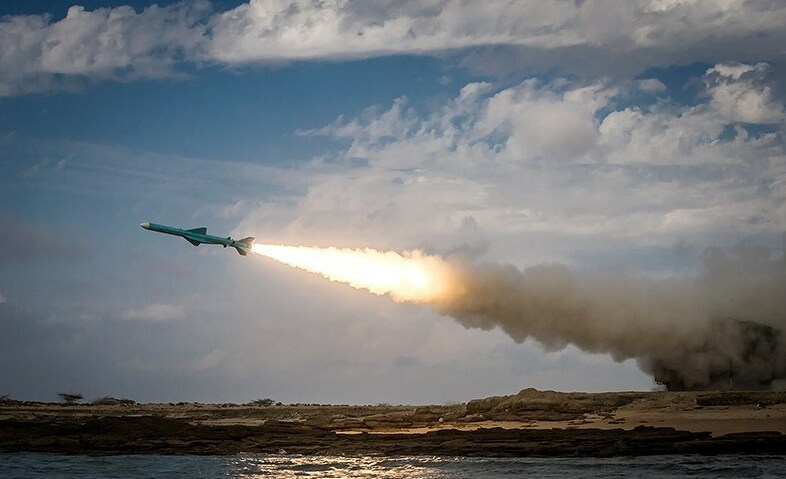
صاروخ نور كروز بعد الإطلاق من ساحل مكران

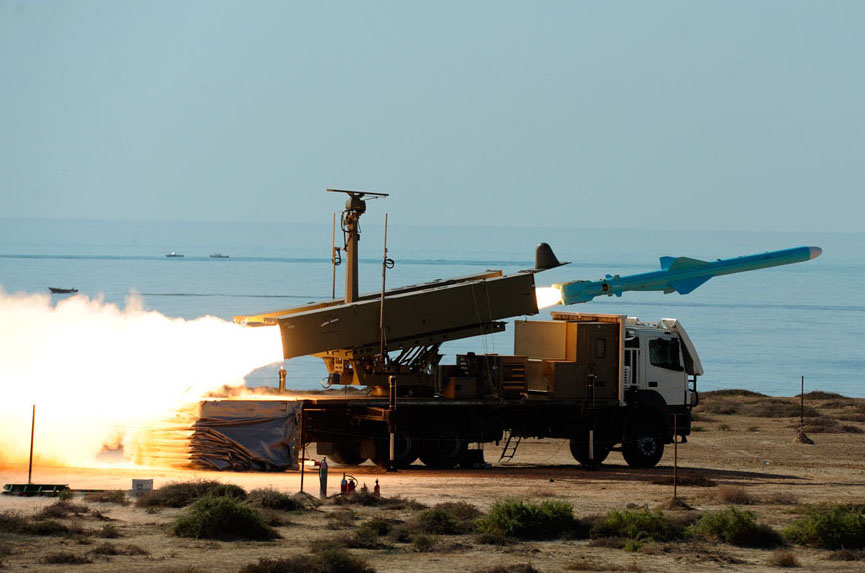
إطلاق الصاروخ البحري قادر في مناورات الولاية-90 البحرية

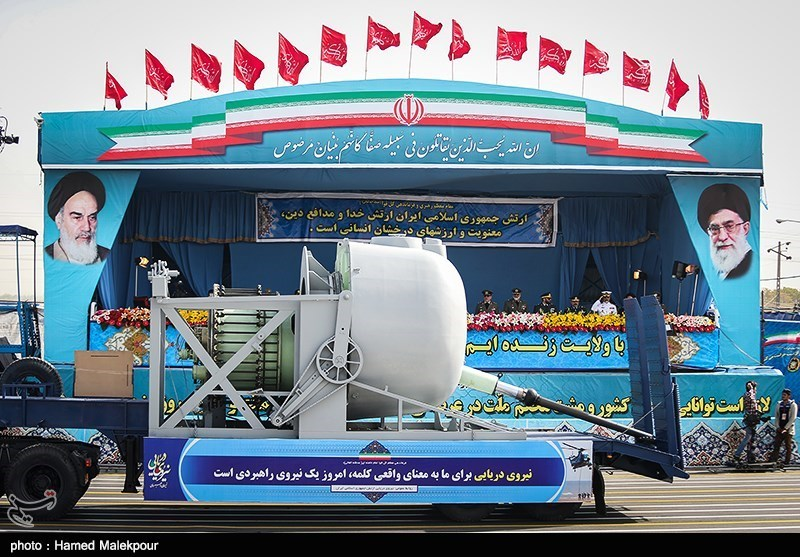
مدفع فجر 27 الإيراني